# Atypical
Atypical är en amerikansk TV-serie med inslag av svart humor, skapad och skriven av Robia Rashid. Serien utspelar sig i Connecticut, och handlar om tonåringen Sam Gardner som har en diagnos inom autismspektrumet. Han bor med sina föräldrar, Doug och Elsa, och sin syster Casey. Showen visar hans liv i och utanför skolan och den utveckling har går igenom. Första säsongen släpptes den 11 augusti 2017 på Netflix.

## Rollista (i urval)
- Jennifer Jason Leigh – Elsa Gardner[2]
- Keir Gilchrist – Sam Gardner[2]
- Brigette Lundy-Paine – Casey Gardner[2]
- Amy Okuda – Julia Sasaki[2]
- Michael Rapaport – Doug Gardner[2]
- Graham Rogers – Evan Chapin[2]
- Nik Dodani – Zahid Raja[2]
- Raúl Castillo – Nick[2]
- Rachel Redleaf – Beth Chapin[2]
- Jenna Boyd – Paige Hardaway[2]
- Fivel Stewart – Izzie Taylor

## Produktion
Atypical är skapad av Robia Rashid, som också är seriens manusförfattare. Seth Gordon är exekutiv producent och regisserade det första avsnittet. Seriens huvudroll Sam spelas av Keir Gilchrist som förberedde sig för rollen genom att titta på dokumentärer och läsa böcker om autism.

## Mottagande
Atypical fick positiva recensioner från flera kritiker som hyllade särskilt Gilchrists insats. Rotten Tomatoes rapporterade att 80 procent, baserat på 30 recensioner, hade satt ett genomsnittsbetyg på 5,35 av 10. På Metacritic nådde serien genomsnittsbetyget 66 av 100, baserat på 20 recensioner.